# وزارة التعليم (ماليزيا)
وزارة التربية والتعليم (بالملايوية: Kementerian Pendidikan)‏ هي وزارة تابعة لحكومة ماليزيا مسؤولة عن نظام التعليم، والتعليم الإلزامي، والتعليم الثانوي، والتعليم والتدريب التقني والمهني (TVET)، ومعايير المناهج الدراسية، والكتب المدرسية، والاختبار الموحد، وسياسة اللغة، والترجمة، والمدارس الانتقائية، مدرسة شاملة.

## تاريخ
في البهاسا الماليزية، كان يُطلق عليها اسم Kementerian Pendidikan، وكانت مسؤولة عن جميع الشؤون المتعلقة بالتعليم. وفي عام 2004، غُيّر اسمها إلى Kementerian Pelajaran ثم أصبحت مسؤولة عن التعليم من مرحلة رياض الأطفال حتى المرحلة الثانوية. تولت وزارة جديدة هي وزارة التعليم العالي حتى مايو 2013 حيث أعلن رئيس الوزراء نجيب عبد الرزاق أنه ستدمج الوزارتين لتشكيل وزارة واحدة للتعليم. وفي عام 2015، قسمت الوزارة مرة أخرى.

## روابط خارجية
- وزارة التربية والتعليم
- وزارة التعليم  على فيسبوك.